# 柏木薫
柏木 薫（かしわぎ かおる、1930年〈昭和5年〉12月26日 - 2023年〈令和5年〉3月9日）は、日本の小説家・作家。本名、谷 幸子（たに さちこ）。
「久坂葉子研究会」の代表を務め、小説の他に久坂葉子の評伝や研究書も執筆している。また『告白の海』では自身の性同一性障害を題材としている。

## 来歴
小豆島生まれ。帝国女子専門学校（現在の相模女子大学）国文科卒業。学生時代に文学を志すも、経済的理由で進駐軍専用キャバレーの事務員として働く。1978年、久坂葉子研究会を立ち上げ、研究誌を刊行。1983年には久坂の自殺を題材にした小説「殺された海」を発表。
2023年3月9日、老衰のため神戸市中央区の施設で死去。92歳没。

## 賞与
- 第1回、織田作之助賞入賞。
- 第3回、小島輝正文学賞受賞。
- 平成15年度、神戸市文化活動功労賞受賞。
- 平成21年度「半どんの会」文化賞受賞。
- 2012年、第36回井植文化賞受賞。

## 著書
- 『誰もいない海』蜘蛛出版社 1985
- 『少女少年遁走曲 短編小説集』蜘蛛出版社、1991
- 『あるエトランゼの日記』ビレッジプレス、1999
- 『独りなりけり』ビレッジプレス、2004
- 『歳月のつぶやき』ビレッジプレス、2005
- 『告白の海』編集工房ノア、2009
- 『その日の久坂葉子』編集工房ノア、2011
- 『ガラスの愛』鼎書房、2013
- 句集『死生観』編集工房ノア、2016

## 共編著
- 『久坂葉子研究』1-3鵜戸口哲尚などと共著
- 『神戸残照久坂葉子』志村有弘,久坂葉子研究会共編 勉誠出版 2006
- 『黎明の女たち』島京子などと共著
- 『女たちの群像』
- 『こだまする家族愛』